# 휴먼레이스
휴먼레이스(HumanRace)는 대한민국의 4인조 남성 그룹이다.

## 음반 목록
- 《Breath》 (2012년)
- 《It`s You》 (2012년)
- 《November》 (2012년)
- 《흰수염 고래》 (2013년)
- 《안부》 (2013년)
- 《추억의 습관》 (2014년)

### OST
- 《백프로 OST》 (2014년)

### 참여 음반
- 《Found Tracks Vol. 23》 (2012년)
- 《Found Tracks Vol. 28》 (2012년)